# 朱恩鑙
遼惠王朱恩鑙（1452年—1495年），號拙菴，明朝第五代遼王，靖王朱豪墭的嫡第二子。
成化九年（1473年），父亲袭封辽王。初为镇国将军。次年，兄长朱恩鏋逝世。成化十三年（1477年），受封申澤王，成化十六年（1480年）晉封遼王。他在位十五年。弘治八年（1495年）朱恩鑙去世，其墓位于今湖北省荆州市，现属八岭山古墓群。兩年後，其嫡长子朱寵涭就嗣位。
其人博覽羣書，文筆雄健，詩律清雅，擅長書寫大字。